# Estació de Ribes-Vila
Ribes Vila és una estació del tren Cremallera de Núria de FGC situada al nord-est del nucli urbà de Ribes de Freser a la comarca del Ripollès de la vegueria de Girona. Es va inaugurar el 1931 amb l'obertura del cremallera entre Ribes i Núria.

## Història
Els treballs de construcció  de l'estació es van iniciar el 1928 i es donaren per acabats 3 anys després. S'hi va fer de forma annexa les cotxeres de les locomotores de la línia. El 22 de març de 1931 es posava en servei l'estació i tota la línia. A l'abril de 1942 el desbordament del riu Segadell va annegar l'estació, els tallers i els dipòsits.
El 1984 s'hi construí, just davant l'estació, uns nous tallers per l'arribada de nou material rodant a la línia. El 2002 es reconvertiren les antigues cotxeres en un espai d'exposició permanent d'antic material ferroviari. El 2019 s'hi construeix nou edifici d'accés a l'estació entre l'antiga cotxera i l'edifici de viatgers.

## L'edifici
L'edifici de l'estació del cremallera de Núria, és una obra situada al nord-est del nucli urbà de Ribes de Freser (Ripollès) inclosa en l'Inventari del Patrimoni Arquitectònic de Catalunya. No en sabem segur l'autor, però sembla indiscutible la influència d'en Danés i Torres. És un edifici de planta baixa i pis construït en pedra de pissarra i les cantoneres de terra treballada. El teulat és de lloses de pissarra. El conjunt és molt equilibrat i té la mateixa tipologia de la resta de les estacions de la línia. Cal incloure junt a l'edifici la totalitat de les instal·lacions centrals del cremallera que es troben al costat d'aquest edifici principal.

## Serveis ferroviaris
| Cremallera de Núria de FGC |              |       |          |                        |
| Procedència/Destinació     | <            | Línia | >        | Procedència/Destinació |
| Ribes-Enllaç               | Ribes-Enllaç |       | Queralbs | Núria                  |

## Galeria d'imatges

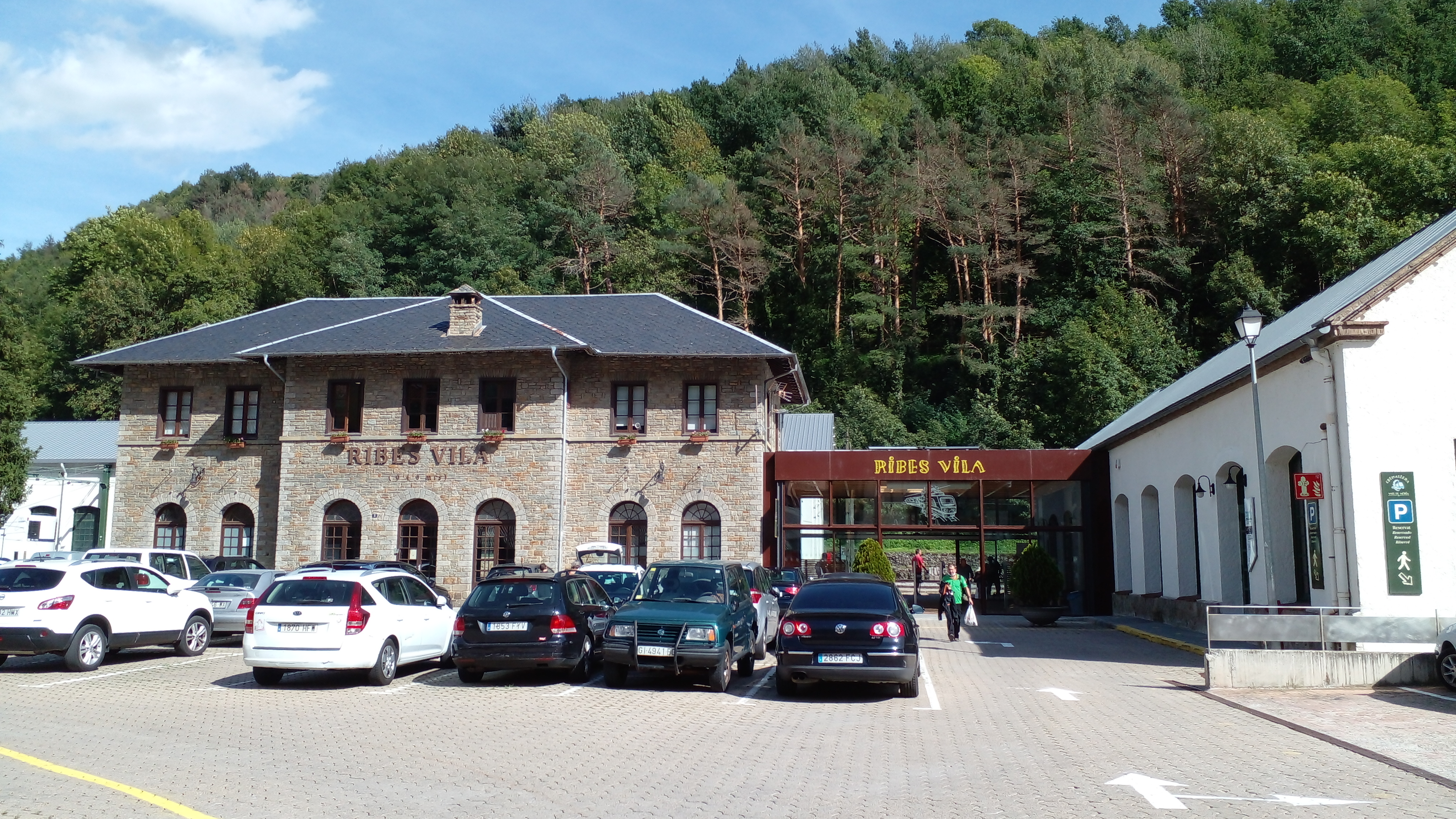
Conjunt d'edificis i accés a l'estació
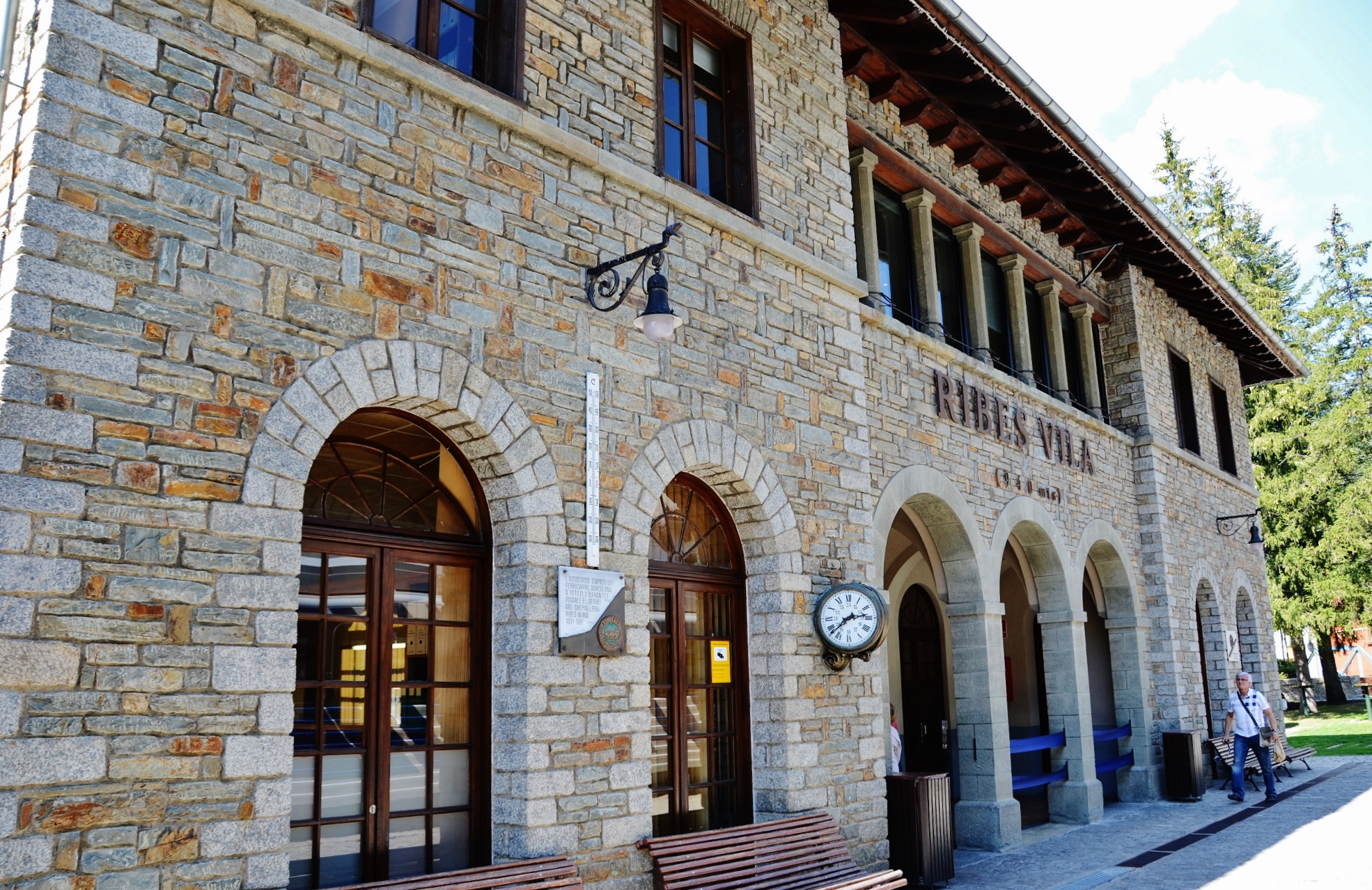
Façana davant l'andana
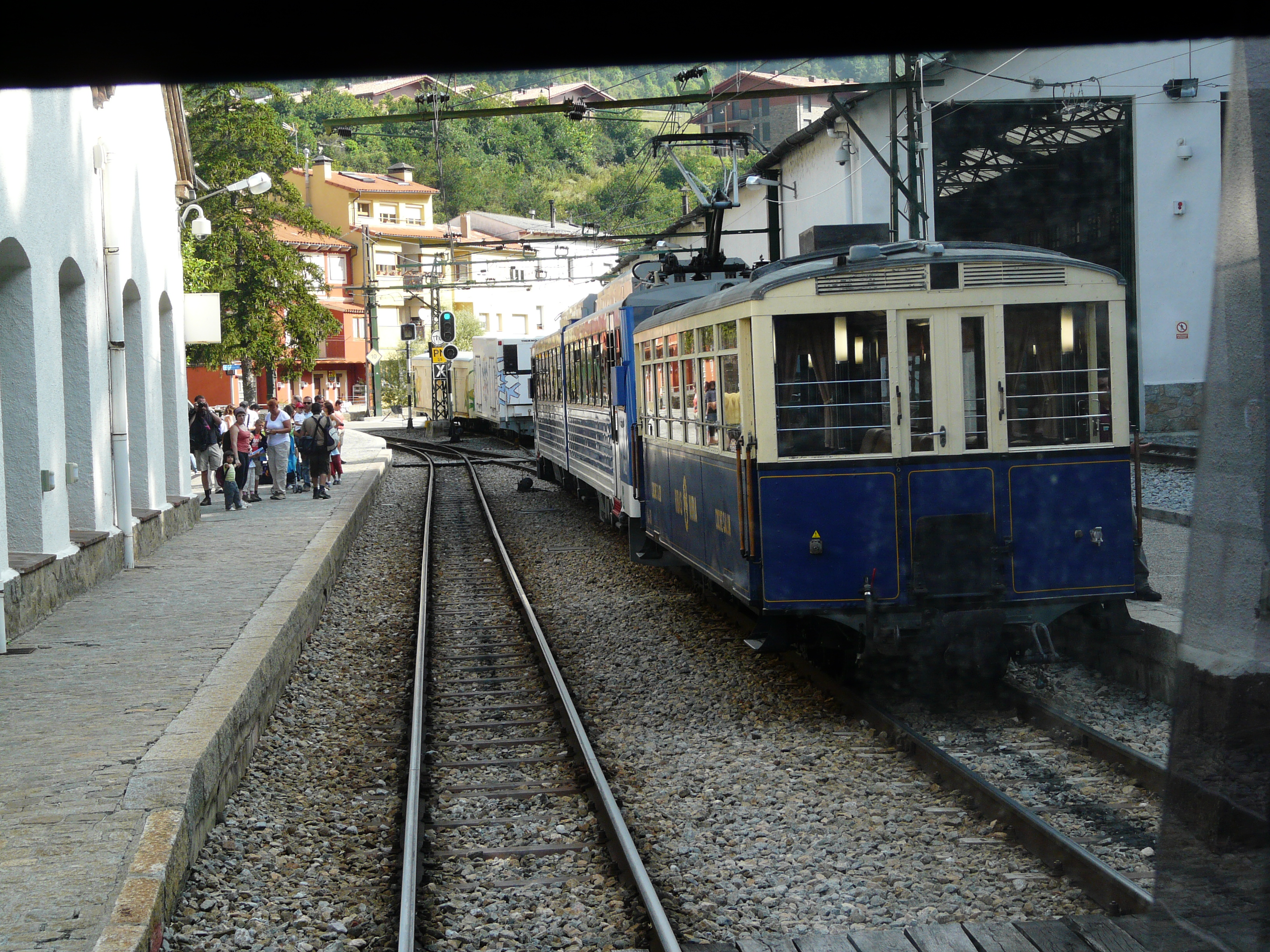
Els tallers de la línia se situen davant l'estació